# Amphiactis parata
Amphiactis parata är en ormstjärneart som först beskrevs av Jean Baptiste François René Koehler 1904.  Amphiactis parata ingår i släktet Amphiactis och familjen bandormstjärnor. Inga underarter finns listade i Catalogue of Life.